# إتاحة الطاقة في جسم الإنسان
في علم وظائف الأعضاء، يشير إتاحة الطاقة (أيضًا استقلاب الطاقة أو التمثيل الغذائي )  إلى تعبئة ونقل وتكسير الركائز الحيوية الغنية بالطاقة (أي المواد الغذائية) من أجل إنتاج ATP (وإعادة تركيبه في الخلايا العضلية للحيوانات والإنسان. وجزيئات "أيه تي بي" (أدينوسين ثلاثي الفوسفات) هي التي تقوم بمد الطاقة لتشغيل العضلات . وهناك أنواع مختلفة من الجزيئات في الجسم لإتاحة الطاقة فيه، تختلف وفقًا لمصدر الطاقة (فمنها إلى جانب ال "أيه تي بي " فوسفات الكرياتين ، و الكربوهيدرات ، و الدهون أو البروتينات ؛ وهي المواد الغذائية) والمسار الأيضي (بدون اللاكتات (حمض اللبنيك)). تسمى العمليات الأيضية التي تحدث في الميتوكوندريا وتكون محتاجة إلى الأكسجين   (الآتي من التنفس ) بأنها هوائية . من ناحية أخرى، يمكن أيضا حدوث التمثيل الغذائي اللاهوائي خارج الميتوكوندريا في السيتوبلازم ، وهذا النوع من العمليات الأيضية لا يسهلك أكسجين . إذا حدث هذا مع زيادة إنتاج جزيئات للاكتات، فيشار إليه بإتاحة طاقة من حمض اللاكتيك، وإلا فإنه يسمى استقلاب حمض اللبنيك. 

## مقدمة
لكي تقوم العضلة بعمل الانقباض ، فإنها تحتاج إلى الطاقة التي تأتي من التفاعلات الكيميائية المولدة للحرارة ، فتتحول الطاقة الكيميائية إلى طاقة ميكانيكية . وبالتالي فإن احتياجات الجسم من الطاقة تزداد أثناء العمل البدني. يتم إتاحة الطاقة اللازمة لتقلص العضلات إلى حد كبير عن طريق التحلل المائي لـ أدينوسين ثلاثي الفوسفات (إيه تي بي) إلى ثنائي فوسفات الأدينوزين (إيه دي بي)  والفوسفات (P i ). وبالتالي فإن ال ATP هو مورّد الطاقة المباشر للعضلات. ومع ذلك، نظرًا لأن إمداده محدود جدًا ، فهو يٌستهلك خلال الثلاث ثواني الأولى من الحركة ، فيتعين على العضلات (إعادة) إنتاج الـ "إيه تي بي" لاستمرار الحركة مثلما في النشاط الرياضي، على سبيل المثال. ويكون إتاحة ال "إيه تي بي" للعضلات من جزيئات الـ " إيه دي بي" عن طريق ربطه بالفسفور . يمكن ( إعادة التخليق ) ال "إيه تي بي" من ال "إيه دي بي" وذلك خلال الأكسدة التدريجية للعناصر الغذائية مثل السكر الذي ينتج مثلا من الكربوهيدرات، و الدهون أو الأحماض الدهنية والبروتينات ( الأحماض الأمينية )؛ وكل هذه أتية من الغذاء الاذي يتناوله الكائن الحي ، ومنها الإنسان. 
هناك ثلاث آليات مختلفة بشكل أساسي متاحة لانتاج الطاقة وبالتالي لانتاج الحركة . هناك مصدر الطاقة اللاهوائي (الذي لا يحتاج الأكسجين ، فهو " لاهوائي " ، أي بدون إنتاج حمض اللاكتيك تقريبا (أي يكون انتاج اللاكتات فيه قليلا). المسار الثاني لإعادة التركيب هو حمض اللاكتات اللاهوائي ، وهو أيضًا لاهوائي ولكنه يرتبط بإنتاج اللاكتات بكميات وفيرة . في المقابل، يمكن اتاحة الطاقة بالأكسدة عن طريق استهلاك الأكسجين ، الطريقة تسمى اتاحة الطاقة الهوائية .

## التاريخ
في وقت مبكر من عام 1841، لاحظ بيرسيليوس ودو بوا ريموند في عام 1877 أن هناك علاقة وثيقة بين تقلص العضلات والتمثيل الغذائي وأظهروا أن تكوين اللاكتات يرتبط بعمل تقلص الخلية العضلية. في عام 1914، قادت هذه الملاحظات بارناس وفاغنر إلى رؤية تكوين اللاكتات الكامن وراء انهيار مستودع الجليكوجين في العضلات كمصدر مباشر للطاقة لعملية تقلص العضلات. تم دعم هذا البيان من خلال حقيقة أن تكوين اللاكتات من الجليكوجين يرتبط بإطلاق الطاقة. ومع ذلك، شككت تجارب هويت وماركس في عام 1926 في اعتماد عملية انكماش اعضلات على تكوين اللاكتات، وأثبت كلارك وإيجليتون في عام 1932 أن تكوين اللاكتات، الذي يتجاوز بشكل كبير استخدام اللاكتات، يحدث فقط مع عمل العضلات لفترات طويلة (نظرًا لأن استخدام اللاكتات لا يحدث). تم أخذ حدوثه بشكل خاص لفترة طويلة في الاعتبار، وكان من المفترض في ذلك الوقت أن اللاكتات تتكون فقط بعد عمل العضلات لفترة طويلة).
بعد اكتشاف مادة فوسفات الكرياتين في العضلات، تم التوصل إلى ارتباط بين استقلاب فوسفات الكرياتين وعمليات الانقباض في الخلية العضلية، حيث لوحظ انخفاض في فوسفات الكرياتين أثناء عملية الانقباض وارتفاع مرة أخرى في مرحلة التعافي. في حين أن هذه النتائج وغيرها أثارت الشكوك حول اعتماد عملية الانكماش وتكوين اللاكتات وكشفت عن دور مهم لفوسفات الكرياتين، فقد وضّح لوندجارد بوضوح نظرية اللاكتات لتقلص العضلات في عام 1931. من خلال تجربة مناسبة باستخدام عضلة تم تسميمها بركيزة خاصة تمنع تكوين اللاكتات، ولكنها كانت لا تزال قادرة على الانكماش وكان العمل المنجز متناسبًا مع انهيار فوسفات الكرياتين، أوقف نظرية اللاكتات بشكل لا رجعة فيه. كان يُنظر إلى تكوين اللاكتات على أنه مسار لإعادة التركيب اللاهوائي لفوسفات الكرياتين. علاوة على ذلك، فقد وجد أنه في الظروف الهوائية لا يحدث تكوين اللاكتات ويتم إعادة تركيب فوسفات الكرياتين من خلال التفاعلات المؤكسدة .
وأخيرا، اكتشف لومان ثلاثي فوسفات الأدينوسين (ATP) في عام 1931. أدى هذا الاكتشاف أيضًا إلى التشكيك في فوسفات الكرياتين كمصدر مباشر للطاقة لعمل العضلات، حيث تم تكليف ATP لاحقًا بدور مهم للغاية باعتباره أنزيمًا مساعدًا ، وعاملًا منظمًا في استقلاب الخلية ، وناقلًا للطاقة ومصدرًا مباشرًا للطاقة. عندما تم اكتشاف المحتوى العالي من الطاقة الذي يحتوي عليه ATP بالفعل، تم التعرف عليه كمصدر مباشر للطاقة لتقلص العضلات وقام لومان بصياغة التفاعلات الكمية التي يعتمد عليها:
فوسفات الكرياتين + ADP ↔ الكرياتين + ATP ( الكرياتين كيناز )،
ATP + H2O ← ADP + P + الطاقة ( الميوسين ATPase )
بينما يتم انتاج الطاقة من ال "ايه تي بي" الغني بالفوسفات " كذلك يصاحبها انتاج الطاقة من فوسفات الكرياتين (CrP) داخل الخلية العضلية، يتم ذلك على التوالي خلال الثلاثة ثم التسعة ثوان الأولى من بعد بدء الحركة . ولكن الكائن يتحرك اطول من ذلك فمن اين تأتي الطاقة ؟ عندئذ يتم انتاج الطاقة من استهلاك الجليكوجين (المخزون في الجسم) ومن الدهون ، أو من البروتينات من مستودعات أخرى. تختلف مستودعات تخزين الطاقة هذه بشكل كبير من حيث كمياتها المخزونة وكذلك من حيث معدل انتاجها للطاقة ومعدل تدفق الطاقة الأقصى الممكن. 
| الركيزة                            | الكمية التقريبية في بقايا الفوسفات (-P) بوحدة مليمول/كجم في العضلات | أقصى وقت تشغيل (في المنافسة)          |
| ---------------------------------- | ------------------------------------------------------------------- | ------------------------------------- |
| أدينوسين ثلاثي الفوسفات ATP        | 6                                                                   | 2-3 ثوانٍ (نظريًا، كإعادة تركيب فورية)  |
| فوسفات الكرياتين KrP               | 20–25                                                               | 7-10 ثوانٍ (نظريًا، كإعادة تركيب فورية) |
| إجمالي تخزين الفوسفات (الفوسفاغين) | 30                                                                  | 7-10 ثواني (20 ثانية)                 |
| الجلوكوز                           | 270                                                                 | 45–90 ثانية (التحلل اللاهوائي)        |
| الجليكوجين                         | 3000                                                                | 45-90 دقيقة (التحلل الهوائي)          |
| الدهون (الدهون الثلاثية)           | 50,000                                                              | عدة ساعات                             |
| البروتينات (الأحماض الأمينية)      | ؟                                                                   | فقط أثناء ممارسة تمارين التحمل القصوى |

لننظر إلى عداء الماراثون الذي يجري مدة ساعتين مثلا ، فجسمة يبدأ باستهلاك ال "إيه تي بي" الموجود في خلاياه العضلية ، وتتحول إلى "ايه دي بي" بفقدانها ذرة فسفور. ثم يكتسب الأدينوسين ثنائي الفسفور ذرة فسفور ويتحول ثانيا إلى أدينوسين ثلاثي الفسفور ، فيمد العضلة بالطاقة عن طريق فقدانه ذرة الفسفور . تلك العملية تستغرق ثانيتين فقط . فيكون إنتاج الطاقة بعد ذلك من فوسفات الكرياتين ، وهذه تستغرق 9 ثوان ، ثم يبدأ استهلاك الجلوكوز ثم الجليكوجين ثم الدهون. والدهون هي التي تساعد أن تستمر الحركة لمدة ساعات . جسم الإنسان البالغ ينتج كمية قدرها 40 كيلوجراما من "الادينوسين ثلاثي الفوسفات ، لأنه هو الذي يموّن العضلات ويتيح الحركة .

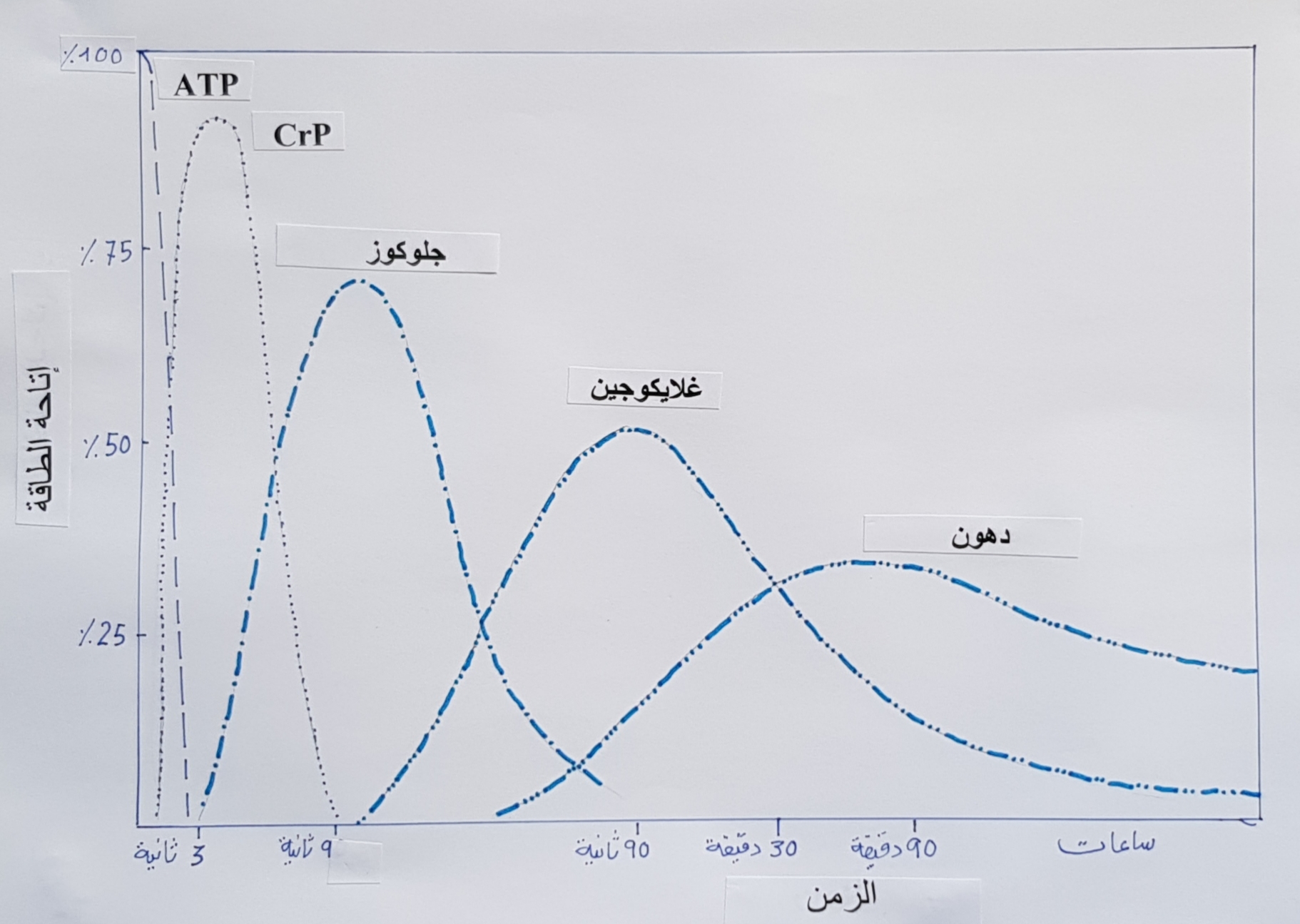
Energy Provision in Human

### أدينوسين ثلاثي الفوسفات (ATP)
إن مخزن ATP المتاح بشكل مباشر يكفي فقط لإتاحة الطاقة لمدة ثانية إلى ثانيتين تقريبًا، أي لمدة انقباضة عضلية واحدة إلى ثلاث انقباضات،  تحت ضغط عضلي شديد. حتى لو افترضنا أن الادينوسين ثلاثي الفوسفات ATP ينقسم إلى أدينوسين أحادي الفوسفات AMP، فإن إمداد ATP في العضلات أثناء الراحة يبلغ حوالي 6 ميكرومول/جم = 6 مليمول/كجم فقط. إذا أخذنا في الاعتبار أن البشر يستهلكون حوالي نصف وزن أجسامهم من ATP كل يوم  ، فمن المثير للدهشة أن ATP، الذي يلعب دورًا حاسمًا في تقلص العضلات وهو المصدر المباشر الوحيد للطاقة، موجود بكميات محدودة فقط في الخلية العضلية.

### فوسفات الكرياتين (CrP)
نظرًا لأن إمداد العضلات بـ ATP يكفي فقط لانقباضة عضلية واحدة إلى ثلاث انقباضات (ما يعادل ثانيتين تقريبًا من مدة التمرين أو الحركة)،  فيجب على الجسم أن يسعى باستمرار إلى إعادة تخليق ATP كمادة حيوية. وهنا يأتي دور فوسفات الكرياتين، وهو مركب كيميائي غني بالطاقة يتكون من الكرياتين (Kr) وذرة فوسفات. إن الرابطة الموجودة بين الفوسفات والكرياتين لها إمكانات طاقة تعادل طاقة "إيه تي بي" ATP ، بسبب التفاعل السريع:
ADP + فوسفات الكرياتين ←  ATP + الكرياتين
يتم إعادة تكوين ATP عن طريق تقسيم بقايا الفوسفات ونقلها إلى ADP. بالإضافة إلى ذلك، يتواجد فوسفات الكرياتين في الخلايا العضلية بكمية تعادل ثلاثة إلى أربعة أضعاف الكمية (20-30 ميكرومول/جم) من ATP. لذلك فإن تخزين فوسفات الكرياتين له أهمية كبيرة لأداء العضلات الهيكلية، حيث يستمر لمدة عشر ثوانٍ تقريبًا أثناء العمل التركيزي المكثف (الأشخاص غير المدربين حوالي 6 ثوان ، الشخص المدرب تدريبًا عاليًا تقريبًا. 12–20 ثانية )  قادر على إتاحة الطاقة اللازمة لهذا الغرض. بالإضافة إلى ذلك، فهو مصدر الطاقة الذي يمكنها إعادة تخليق ATP على الفور حتى يتم تنشيط مسارات تفاعل أخرى في وقت لاحق.
يُنظر أيضًا إلى فوسفات الكرياتين  على أنه يلعب دورًا حاسمًا كمنحدر للطاقة، مما يتيح إنتاجية عالية للركيزة. ومن الواضح أيضًا أن مستويات فوسفات الكرياتين تعتمد على كمية ومدة العمل الذي يتم إجراؤه. في حالة حدوث أحمال ثقيلة ، يمكن استنفاد مخزون فوسفات الكرياتين بالكامل تقريبًا وتجديده بسرعة بعد نهاية الحمل. ومع ذلك، إذا انقطع إمداد الفوسفات الغني بالطاقة، فإن قدرة العضلة على الانقباض ستتوقف.

### الجلوكوز
في الأشخاص الأصحاء، يحتوي الدم على كمية معينة من الجلوكوز ضمن نطاق من التركيزات (انظر أيضًا سكر الدم ) . إذا تم تحويل الطاقة منه إلى "ادينوسين ثلاثي الفوسفات" وبالتالي إلى العضلات ، فسيكون هناك استبدال مستمر من مصدري الطاقة التاليين.

### الجليكوجين
وهذا شكل من أشكال الجلوكوز، أو "الشكل القابل للتخزين" إذا جاز التعبير. يمكن تخزين الجليكوجين على شكل جليكوجين عضلي في العضلات الهيكلية (حوالي 1.5 جرام جليكوجين/100 (جرام من الأنسجة العضلية الرطبة) ويتم تخزينها في الكبد . جليكوجين الكبد (75-90 ج) يساعد على الحفاظ على مستوى ثابت للسكر في الدم (80-100 ملجم٪ ) وبالتالي يساهم في الحفاظ على وظائف الجهاز العصبي المركزي . نظرًا لأن الجهاز العصبي المركزي يعتمد على إمداد ثابت من الجلوكوز من الدم ولديه احتياطيات منخفضة من الجليكوجين، فإن ما يصل إلى 60 % من الجلوكوز الذي يفرزه الكبد إلى الدم يؤثر على عملية   الأيض في المخ (المخ والكليتين تحتاج الجلوكوز). أثناء ممارسة التمارين الرياضية طويلة الأمد دون الحد الأقصى (التحمل على المدى الطويل)، يلعب امتصاص العضلات للجلوكوز من الدم المتدفق وبالتالي من الجليكوجين في الكبد دورًا مهمًا. تشير الدراسات التي أجراها كوجان (1990) إلى أنه بعد ممارسة التمارين الرياضية لمدة 90 دقيقة مع ما يقرب من 60 % من VO 2 max، تكون أكسدة الجلوكوز في البلازما هي حوالي ثلث أكسدة الكربوهيدرات الكلية. 
عندما يستنفد مخزون الجليكوجين في الكبد بشكل كبير، ينخفض مستوى السكر في الدم ويمكن أن يصل إلى أقل من 70 mg% يمكن أن يسبب اضطرابات في التنسيق . ومع ذلك، في العادة، يتم منع التمثيل الغذائي المفرط للجلوكوز على حساب التمثيل الغذائي في المخ من خلال آليات وقائية. على سبيل المثال، ينخفض تركيز الأنسولين في البلازما، الذي ينظم نفاذية الجلوكوز عبر غشاء الخلية، إلى ما يصل إلى 50 % من قيمته العادية أثناء الراحة. بالإضافة إلى ذلك، أثناء الإجهاد طويل الأمد، يمكن للكبد أن ينتج جزئيًا الجلوكوز من ركائز مثل الألانين والجلسرين (عن طريق تكوين الجلوكوز ). 
أثناء أداء رياضة تحمل مكثفة (المنافسة)، تستمر احتياطيات الجليكوجين في الجسم لمدة 60 دقيقة   إلى 90 دقيقة تقريبا للحفاظ على إمدادات الجلوكوز.

### الدهون
تتواجد الدهون في الجسم في الأنسجة الدهنية تحت الجلد (مستودع الجلد) وفي خلايا العضلات على شكل دهون ثلاثية . تتكون الدهون الثلاثية من ثلاثة أحماض دهنية مرتبطة بالجلسرين. يمكن أن تتأكسد الأحماض الدهنية الحرة (FFAs) في جميع الأعضاء تقريبًا. في الخلية العضلية يتم تحويله إلى ما يسمى "أجسام C2" أسيتيل CoA ويتم إدخاله إلى دورة حمض الستريك . ومع ذلك، فإن التفاعل الكيميائي يكون بطيء للغاية، بحيث يوفر هذا الشكل من إمدادات الطاقة نسبة متناقصة نسبيًا من الطاقة المقدمة مع زيادة الحمل. ومع استمرار تزايد شدتها، تنخفض حصتها المطلقة أيضًا. محتوى الدهون الثلاثية العضلية هو 0.3 – 0.8 % حجما. يتم إطلاق الأحماض الدهنية الحرة من الدهون الثلاثية عن طريق امتصاص الماء ( التحلل المائي ). يتم تحفيز تحلل الدهون (تحلل الدهون الثلاثية) عن طريق إطلاق الكاتيكولامينات الأدرينالين والنورادرينالين أثناء ممارسة التمارين الرياضية، وفي المقام الأول عن طريق هرمون النمو سوماتروبين أثناء ممارسة التمارين الرياضية لفترات طويلة. يتم تثبيطه عن طريق تركيز اللاكتات في الدم. تؤدي مستويات اللاكتات في الدم من 5 إلى 8 مليمول / لتر إلى انخفاض كبير في مستويات الأحماض الدهنية في البلازما. 
يعتمد استخدام أكسدة الدهون على عوامل مختلفة مثل مدة التمرين وكثافة التمرين وإمداد الجليكوجين العضلي. يتم استخدام رواسب الدهون الموجودة في الأنسجة الدهنية تحت الجلد بشكل أساسي أثناء ممارسة التمارين الرياضية طويلة الأمد منخفضة ومتوسطة الشدة وعندما تكون احتياطيات الجليكوجين منخفضة بالفعل؛ لا تبدأ التعبئة إلا بعد فترة تمرين تتراوح من 15 إلى 30 دقيقة. تلعب حالة التدريب على التحمل دورًا رئيسيًا هنا، حيث أنه مع زيادة مستوى الأداء تزداد نسبة احتراق الأحماض الدهنية في إمدادات الطاقة وبالتالي يتم للجسم الحفاظ على جزء مخازن الكربوهيدرات. 
الدهون في الدم هي شكل وسيط كحامل للطاقة (الطاقة المخزونة في الدهون تبلغ 9 سعرات لكل جرام) . بالإضافة إلى استقلاب السكر، فإن خلايا العضلات قادرة أيضًا على تعبئة الطاقة مباشرة من الدهون.

### البروتينات
→ انظر أيضًا استقلاب الأحماض الأمينية
نظرًا لأن البروتينات تتحلل عادةً إلى أحماض أمينية أثناء عملية التمثيل الغذائي ، فإنها لا تُستقلب إلا أثناء ممارسة التمارين الرياضية طويلة الأمد (90 دقيقة أو أكثر) وعندما تقل مخزونات الجليكوجين العضلية، يمكن تخزينها بعد ذلك لمدة تتراوح بين 5 إلى 15 دقيقة. % من إجمالي استقلاب الطاقة. يمكن الكشف عن أكسدة الأحماض الأمينية من خلال زيادة اليوريا في مصل الدم، على سبيل المثال بعد ممارسة التمارين الرياضية طويلة الأمد. كما ينخفض تركيز الليوسين والايزوليوسين والفالسين في الدم مما يدل على المشاركة في عملية التمثيل الغذائي التأكسدي في العضلات الهيكلية. وفي الحالات المتطرفة، مثل البقاء على ارتفاعات عالية، يصبح الكائن الحي قادرًا أيضًا على تكسير بروتين العضلات بطريقة غير مباشرة، وبالتالي يقوم باستقلاب نفسه بشكل أساسي. 

## استقلاب الطاقة
→ انظر أيضًا استقلاب الطاقة

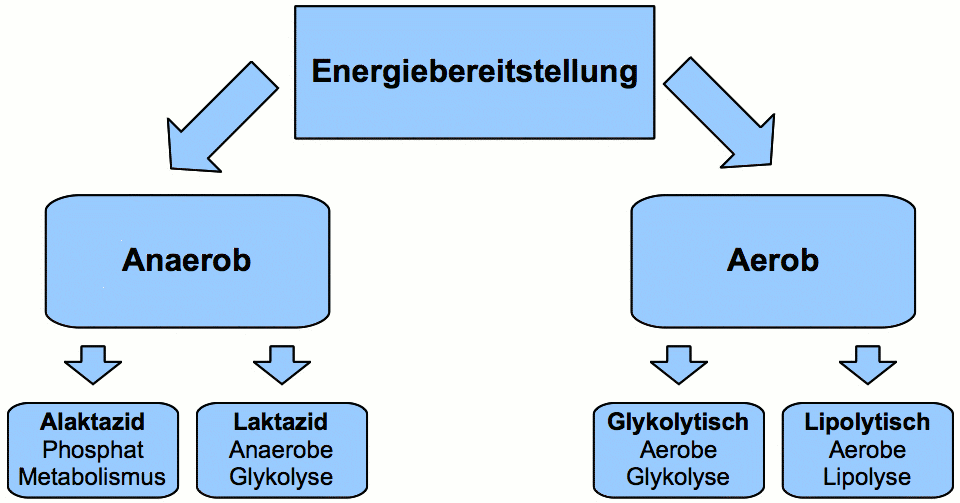
استقلاب الطاقة الهوائي (Aerob) ؛ واستقلاب الطاقة اللاهوائ (Anaerob).

يمكن تعبئة الطاقة المطلوبة لإعادة تكوين أدينوسين ثلاثي الفوسفات ATP بطرق مختلفة. هناك أربعة أنواع من إمدادات الطاقة يتم التمييز بينها وفقًا لمصدر الطاقة والمسار الأيضي. بناءً على أشكال إمداد الطاقة التي تحدث في المنافسة بنسبة معينة وبنية زمنية معينة، يتم اشتقاق الأداء الهيكلي لمناطق التدريب في علم التدريب القائم على العلوم الرياضية.

### ATP أساسًا لاستقلاب الطاقة

#### يؤدي تحلل ATP إلى إطلاق الطاقة
إن أساس كل انقباض عضلي هو تحلل ثلاثي فوسفات الأدينوزين ATP إلى ثنائي فوسفات الأدينوزين (ADP) وذرة فوسفات (P). "إيه تي بي" (ATP) هو مركب عالي الطاقة يتكون من الأدينين مرتبط مع الريبوز وثلاثة فوسفات. إنه مصدر الطاقة الوحيد الذي تستطيع الخلية استخدامه بشكل مباشر. يتيح ATP المهم للغاية ليس فقط العمل الميكانيكي، ولكن أيضًا التحولات المهمة جدًا التي تتطلب الطاقة، وتنشيط الأحماض الدهنية الحرة والحفاظ على هياكل البروتين غير المستقرة. إن تفاعل ATP عند ATPase الميوسين، وهو مهم لانقباض العضلات، هو:
ATP + H2O → ADP + P + Energy
في تفاعل كيميائي آخر (لا يرتبط عادة بـ ATPase الميوسين)، يمكن تقسيم ATP إلى AMP (أحادي فوسفات الأدينوزين):
ATP → AMP + PP (+ Energy).
ومع ذلك، فإن التفاعل الأخير يلعب دورا ثانويا في إنتاج الطاقة. يعتمد تطور التوتر في العضلة بشكل كبير على محتوى ATP المتوفر. إن الانخفاضات في هذا المحتوى (فوق عتبة حرجة) تؤدي في البداية إلى تقييد تطور التوتر وفي النهاية إلى عدم القدرة على الانقباض استجابة للمحفزات المثيرة. وهكذا، فإن التغيرات في محتوى ATP تصاحبها تغيرات في الأداء المحتمل لعمل الخلية العضلية. العضلات التي تقصر ولكنها لا تقوم بأي عمل لا تظهر أي انخفاض أو انخفاض طفيف في ATP. تظهر العضلات التي تؤدي عملاً وتتعرض أيضًا للإجهاد مستوى منخفضًا من ATP وإنتاجًا حراريًا مماثلًا اعتمادًا على أداء هذا العمل. لذلك فإن نشأة الحرارة أثناء عمل العضلات يصاحبه تغير في مستوى ATP ويمكن تفسيره كنتيجة للإنتروبيا .

#### ADP أدينوسين ثنائي الفوسفات
من خلال تحليل ADP المنتج بواسطة ATPase الميوسين، يمكن الحصول على ATP في ظل ظروف طارئة قصوى من خلال تفاعل مناسب، الميوكيناز (2 مول ADP 1 تعطي 1 مول ATP + 1 واحد مول AMP) (عادة لا يلعب هذا التفاعل دورًا مهمًا في إمداد العضلات بالطاقة) . سيؤدي هذا إلى جعل ATP المهم متاحًا على الفور لمزيد من أعمال الانقباض. وفي الختام، نظرًا لتركيزات ADP العالية من عملية ATPase الميوسين وحساسية الميوكيناز لمستويات ADP العالية - معناه أن يتم زيادة نشاطهم من خلال مستوى ADP المرتفع - ويعتبر تركيز ADP هو المتغير المتحكم في إتاحة ATP من ADP ( عن طريق انتقال ذرة فوسفور بينهما) . وبالتالي، فإن المنتج النهائي الظاهر ADP ليس كمية يمكن إهمالها، لأن رابطة الفوسفات الغنية بالطاقة الخاصة به لا تزال قابلة للاستخدام، على الأقل من الناحية النظرية.

### استقلاب الطاقة اللاهوائي

#### حمض اللاكتيك اللاهوائي (استقلاب الفوسفات)
في إنتاج الطاقة اللاهوائية-الألاكتيكية، لا يتطلب الأمر الأكسجين ولا يتم إنتاج حمض اللاكتيك. ويلعب دورًا حاسمًا في الثواني الأولى من المجهود البدني ولا يكفي إلا لبضع ثوانٍ أو لبضع انقباضات عضلية قصوى (على سبيل المثال، تقلص عضلات الذراعين والساقين).  مثلما عند قفزة بسيطة ، و الركض السريع، وبعض أشكال تدريب القوة) لأن فوسفات الكرياتين، الذي يعمل كحامل للطاقة، موجود بكميات صغيرة فقط في خلايا العضلات. معدل تكوين ATP (بشكل أكثر دقة:  إعادة التركيب ATP من ADP وحامل الطاقة لكل فترة زمنية) هو الأعلى في عملية التمثيل الغذائي اللاهوائي-الألاكتاسيد. بعد استنفاد إمداد العضلات من ATP بعد بضع ثوانٍ فقط، يحدث المزيد من إعادة تخليق ATP في العشرة إلى الثلاثين ثانية التالية باستخدام فوسفات الكرياتين المتوفر بسرعة أيضًا ( طبقا للجدول أعلاه).
التفاعلات اللاهوائية-الألاكتاسيدية الموفرة للطاقة:
ATP + H2O → ADP + P + Energy
ADP + فوسفات الكرياتين ↔ ATP + الكرياتين

#### حمض اللاكتيك اللاهوائي
→ انظر أيضًا التخمير بحمض اللاكتيك
لا تتطلب عملية التمثيل الغذائي لحمض اللاكتيك اللاهوائي الأكسجين ولكنها تؤدي إلى تكوين حمض اللاكتيك (اللاكتات). يحدث ذلك بسرعة كبيرة (حوالي نصف معدل إنتاج ATP لعملية التمثيل الغذائي اللاهوائي للألكتيد) ويكون كافيًا عند الحد الأقصى للحمل تقريبًا (95 %) حوالي 20 - 40 ثواني. المصدر الرئيسي للطاقة هو الجلوكوز الموجود في السيتوزول ، والذي يتم الحصول منه على ATP عن طريق تحلل الجلوكوز . العيوب: عندما يتم زيادة الأداء أو الحفاظ على متطلبات الأداء العالية، فإن الآليات الهوائية لتحلل واستخدام اللاكتات المتكونة لا يمكنها منع الزيادة الحادة في تركيز اللاكتات. في النهاية، يحدث ارتفاع مفاجئ في مستوى اللاكتات، ويجب إيقاف الأداء أو تقليل شدة التمرين بشكل كبير ، وإلا يزداد التقلص والألم .
في عملية التمثيل الغذائي للطاقة بحمض اللاكتيك اللاهوائي، يتم إنتاج اللاكتات وATP من خلال التفاعلات الكيميائية عن طريق تكسير الجلوكوز أو الغلايكوجين (شكل بروتيني لتخزين الجلوكوز):
الغلايكوجين ↔ 2ATP + حمض اللاكتيك.
لذلك تسمى هذه التفاعلات بالتحلل الجلوكوزي متبوعًا بالتخمر بحمض اللاكتيك، والذي يحدث في الساركوبلازم (راجع "فاينيك 2006، ص 101). يتم استخدام الجلوكوز (خاصة من الجليكوجين) كمصدر للطاقة. يعتبر الجليكوجين داخل الخلايا أكثر فائدة من حيث الطاقة لأنه لا يتعين نقله عبر مجرى الدم. يؤدي تحلل 1 مول من الجلوكوز إلى اللاكتات إلى إنتاج 2 مول من ATP. إذا تم استخدام الجليكوجين، فسوف ينتج 3 مولات من ATP. يتم تحويل المنتج الوسيط حمض البيروفيك (بيروفات) بطريقة لاهوائية إلى لاكتات أثناء التخمير بحمض اللاكتيك.
ومع ذلك، فإن اللاكتات المنتجة أثناء تخمير حمض اللاكتيك لها تأثير على عملية التمثيل الغذائي بأكملها، محليًا وعامًا، حيث يتم نقلها إلى مناطق أخرى من الجسم عبر آلية نقل اللاكتات. بعد أقصى قدر من التمرين، يمكن العثور على مستويات اللاكتات تصل إلى 25 مليمول/كجم في العضلات وما يصل إلى 20 مليمول/كجم في الدم . ويصاحب ذلك عادة ارتفاع شديد في الحموضة في الأنسجة المحلية وفي الدم الشرياني، وهو ما يرتبط بالحماض (انخفاض حاد في قيمة الرقم الهيدروجيني ). يؤدي الحماض إلى تثبيط الإنزيم، مما يؤدي إلى توقف العمليات الأيضية التحللية. يمثل هذا الانخفاض في الحد الأقصى للحمل وظيفة وقائية مهمة للكائن الحي. ويمنع الحموضة المفرطة للعضلات، والتي من شأنها أن تؤدي إلى تدمير الهياكل البروتينية داخل الخلايا. 

### استقلاب الطاقة الهوائية

#### تحلل الجلوكوز الهوائي
تعتمد عملية التمثيل الغذائي التحللي الهوائي على استخدام الكربوهيدرات بمساعدة الأكسجين. يلعب دورًا في إتاحة الطاقة لجميع الأحمال التي تستمر لأكثر من دقيقة واحدة. يتم الحصول على الطاقة وفقًا للصيغة المبسطة : الجلوكوز + الأكسجين ← الماء + ثاني أكسيد الكربون + الطاقة . يتميز هذا المسار بالخصائص التالية: فهو أسرع من أيض الدهون (معدل تكوين ATP حوالي ربع معدل أيض اللاهوائي-الألكاتيد)، ويتم تخزين الجليكوجين (الشكل المحدد للجلوكوز) في العضلات، ولا يتعين نقله أولاً ويمكن تجديد الجلوكوز من خلال المشروبات التي تحتوي على الكربوهيدرات. ويستخدم الطاقة المنطلقة أثناء عملية التمثيل الغذائي الإضافية للمنتجات الوسيطة الغنية بالطاقة. تتكون هذه بشكل أساسي من اللاكتات والبيروفات التي يتم إنتاجها أثناء عملية التمثيل الغذائي لحمض اللاكتيك اللاهوائي. وعلى النقيض من المسارات الأيضية اللاهوائية، فإن العمليات الفرعية مثل إزالة الكربوكسيل التأكسدي ، ودورة حمض الستريك ، والسلسلة التنفسية لا تحدث في السيتوبلازم ، ولكن في الميتوكوندريا . تشكل عملية التمثيل الغذائي للكربوهيدرات الهوائية الحصة الأكبر من عمل العضلات في الكثافة المعتدلة ودون القصوى. العيب: احتياطيات الجليكوجين في الجسم محدودة بحوالي 60 إلى 90 يعتبر الحد الأدنى للحمل المستمر محدودًا، أثناء ساعات العمل العضلي فإن قدرة الأمعاء على امتصاص الكربوهيدرات تحد من شدة الأداء.
يمر حمض الأسيتيك المنشط (أسيتيل-CoA)، والذي يتم إنتاجه عن طريق إزالة الكربوكسيل التأكسدي ، عبر دورة حمض الستريك والسلسلة التنفسية لمزيد من التحلل. مع هذا النوع من إمدادات الطاقة، يتم الحصول على حوالي 32 مول من ATP من 1 مول من الجلوكوز. إذا تم استخدام الجليكوجين داخل الخلايا للتحلل، يتم إنتاج 34 مولًا من ATP:
Glucose + 6 O2 + 32 ADP + 32 P → 6 CO2 + 6 H2O + 32 ATP 1
ملحوظة هامة: يوجد في هذه المعادلة الى اليمين العدد 1 : هذا الواحد انتقل من اليسار إلى اليمين اثناء الترجمة ، فهو ينتمي إلى  الجلوكوز  ولا ينتمي للـ  ATP (عيب في الترجمة الآلية من الانجليزية إلى العربية ).
يمكن أن يؤدي التحلل الهوائي للجلوكوز إلى إنتاج ATP أكثر بحوالي 15 مرة من التخمير بحمض اللاكتيك. ومع ذلك، فإن هذا العائد المرتفع من الطاقة له أيضًا عيب حاسم. على الرغم من أن العديد من مولات ATP يتم إتاحةها من خلال الاحتراق التأكسدي، فإن هذه الطاقة يتم إتاحةها عبر سلاسل تفاعل طويلة، وهذا هو السبب في أن الأمر يستغرق وقتًا طويلاً حتى تصبح هذه الطاقة متاحة.

## التحلل الدهني الهوائي (التحلل الدهني الهوائي)
← انظر أيضًا حرق الدهون
تستخدم عملية التمثيل الغذائي الدهني الهوائي الأحماض الدهنية بمساعدة الأكسجين الأتي من التنفس. يتم الحصول على الطاقة وفقًا للصيغة المبسطة: الدهون + الأكسجين ← الماء + ثاني أكسيد الكربون + الطاقة .
(تحلل الدهون - 1 مول من حمض دهني ينتج عنه ما يقرب من 130 مول من ATP). وتتم هذه العملية أيضًا إلى حد كبير (إنتاج ATP) في الميتوكوندريا (أكسدة بيتا) وتمثل الحصة الأكبر من عمل العضلات بشدة منخفضة (مجهود قليل). الميزة: احتياطيات الجسم كبيرة جدًا (تكفي لأيام من التمارين الرياضية المستمرة) أو الحركة في العمل ، العيب: بطيء جدًا (معدل تكوين ATP حوالي عُشر التمثيل الغذائي اللاهوائي-الألاكتاسيد فقط).
يبدأ هذا التفاعل بعد حوالي 20 دقيقة من ممارسة التمارين الرياضية أو الحركة. بالإضافة إلى ذلك، يمكن أن يكون البروتين بمثابة مصدر للطاقة في حالات الطوارئ (حالة المجاعة)، حيث أن هذين النوعين من إنتاج الطاقة (من أحماض دهنية  والبروتين) مهمين بشكل خاص أثناء ممارسة التمارين الرياضية التي تتطلب  شدة تمرين منخفضة.

## مجموعة الأشكال تحت الأحمال الحقيقية
نظرًا لأن سرعة انقباض العضلة تكون أسرع مع مركبات الفوسفات الغنية بالطاقة ، وتكون أبطأ عند  إمداد الطاقة بالأكسدة (بالأكسجين)، بسبب معدلات التدفق المختلفة، يمكن غالبًا ملاحظة شكل مختلط من أنظمة إمداد الطاقة عند شدة تمرين مختلفة مع أزمنة  تمرين مختلفة. وهكذا تتغير شدة عمل العضلة، أي سرعة انقباض الألياف العضلية، اعتمادًا على معدل التدفق الطاقي المتاح.
وهذا يوضح الفائدة الكبيرة لمعدلات التدفق المختلفة. على سبيل المثال، إذا كان من المقرر تحقيق شدة مجهود عالية (معدل دوران طاقة مرتفع)، وهو ما ينطبق بشكل خاص على مجهودات سريعة، فيجب تحقيق معدلات تدفق أعلى للطاقة. وبالتالي، يجب استخدام كل من إنتاج الطاقة اللاهوائية (ATP، KrP) وحمض اللاكتيك. إذا كان من المقرر تغطية شدة العمل المنخفضة، كما هو الحال في الجري لمسافات طويلة، فإن عمليات إمداد الطاقة الهوائية تسود حتما.

## نقص الأكسجين و EPOC
← انظر EPOC (علوم الرياضة) ونقص الأكسجين

## اقرأ أيضا
- عتبة اللاكتات
- تمارين التحمل
- التدريب (الرياضي)
- EPOC (علوم الرياضة)